# Ciutat de la Justícia de Barcelona i l'Hospitalet de Llobregat
|  | Aquest article tracta sobre l'edifici judicial de Barcelona. Vegeu-ne altres significats a «Ciutat de la Justícia (Luxemburg)». |

La Ciutat de la Justícia de Barcelona i l'Hospitalet de Llobregat és un complex de vuit edificis situat entre la Plaça d'Ildefons Cerdà i el Parc de l'Alhambra. Es troba en els terrenys de la caserna de Lepanto, construïda el 1929 i que durant la Guerra Civil espanyola va allotjar les Brigades Internacionals i la Columna Lenin del POUM. Desafectada el 1988, va ser adquirida el 1999 per la Generalitat de Catalunya per 1.800 milions de pessetes.
El complex va ser projectat pels arquitectes David Chipperfield i Fermín Vázquez (b720 Arquitectos), amb la col·laboració d'Agustí Obiol. Construït entre 2005 i 2009, es va inaugurar oficialment el 2 de maig d'aquest any.
S'hi troben els jutjats del partit judicial de l'Hospitalet de Llobregat i els de primera instància, mercantils, d'instrucció, penals, de vigilància penitenciària, de violència sobre la dona i de menors de Barcelona, el Deganat i la Fiscalia Provincial de Barcelona, i l'Institut de Medicina Legal de Catalunya, així com l'Oficina d'Atenció a la Víctima i els serveis de mediació i assessorament tècnic. A més dels òrgans judicials, també hi ha espais de lloguer per a oficines.